# Heteromera
Heteromera là một chi thực vật có hoa trong họ Cúc (Asteraceae).

## Loài
Chi Heteromera gồm các loài: